# Himalopsyche maitreya
Himalopsyche maitreya är en nattsländeart som beskrevs av Schmid 1963. Himalopsyche maitreya ingår i släktet Himalopsyche och familjen rovnattsländor. Inga underarter finns listade i Catalogue of Life.